# Fernando Fernán Gómez
Fernando Fernán Gómez (Lima, circa 28 augustus 1921 - Madrid, 21 november 2007) was een Spaans cineast, acteur en screenwriter, naar eigen zeggen geboren op 21 augustus 1921 in Lima, de hoofdstad van Peru. Zijn moeder, de actrice Carola Fernán Gómez, was op dat moment op tournee met haar theatergezelschap en registreerde zijn geboorte pas later op het Spaanse consulaat in Buenos Aires in Argentinië. Zij gaf daarbij als geboortedatum 28 augustus op. Hij behield tot 1970 de Argentijnse nationaliteit.
Fernando Fernán Gómez kwam in 1924 naar Spanje en groeide op tijdens de Spaanse Burgeroorlog. Hij begon aan een studie rechten, maar onderbrak die voor een loopbaan in het theater. In 1942 speelde hij voor het eerst in een film, maar ook vormde hij zijn eigen theatergezelschap en schreef hij toneelstukken, met name komedies, en romans. Tussen 1954 en 2001 regisseerde hij meer dan 27 films. Als acteur bleef hij tot op het laatst actief. Naast een lange lijst films speelde hij ook in series en andere televisieproducties. Verschillende prijzen vielen hem ten deel, waaronder zes Goya's en in 2005 een Gouden Erebeer op het Filmfestival van Berlijn voor zijn gehele oeuvre. Vanaf 2000 was Fernán Gómez ook lid van de prestigieuze Real Academia Española die waakt over de Spaanse taal.
Fernán Gómez wordt gezien als een groot vakman op alle gebieden die hij heeft betreden, maar stond bekend om de gehechtheid aan zijn privacy. Zijn echtscheiding in 1959 van zangeres María Dolores Pradera was sensationeel voorpaginanieuws in Spanje. Hun dochter Helena Fernán Gómez werd ook actrice. Hij hertrouwde in 2001 met Emma Cohen.
Fernán Gómez overleed in Madrid op 21 november 2007 op 86-jarige leeftijd.

## Filmografie

### Als regisseur
| - Manicomio (1954) - El mensaje (1955) - El malvado Carabel (1956) - La vida por delante (1958) - La vida alrededor (1959) - Sólo para hombres (1960) - La venganza de Don Mendo (1961) - Y el mundo sigue (1963) - Los palomos (1964) - El extraño viaje (1964) - Ninette y un señor de Murcia (1965) - Mayores con reparos (1966) - Crimen imperfecto (1970) | - Cómo casarse en 7 días (1971) - Yo la vi primero (1974) - La querida (1976) - Bruja, más que bruja (1976) - Mi hija Hildegart (1977) - Cinco tenedores (1979) - Mambrú se fue a la guerra (1986) - El viaje a ninguna parte (1986) - El mar y el tiempo (1989) - Fuera de juego (1991) - Siete mil días juntos (1994) - Pesadilla para un rico (1997) - A Porta do Sol (1998) - Lázaro de Tormes (2001) |

### Als filmacteur
| - Rosas de otoño (Juan de Orduña, Eduardo Morera, 1943) - Se vende un palacio (Ladislao Vajda, 1943) - Turbante blanco (Ignacio F. Iquino, 1943) - Viviendo al revés (Ignacio F. Iquino, 1943) - Cristina Guzmán (Gonzalo Delgrás, 1943) - Noche fantástica (Luis Marquina, 1943) - La chica del gato (Ramón Quadreny, 1943) - Empezó en boda (Raffaello Matarazzo, 1944) - Una chica de opereta (Ramón Quadreny, 1944) - Mi enemigo y yo (Ramón Quadreny, 1944) - Eres un caso (Ramón Quadreny, 1945) - Espronceda (Fernando Alonso Casares, 1945) - Se le fue el novio (Julio Salvador, 1945) - El destino se disculpa (José Luis Sáenz de Heredia, 1945) - El camino de Babel (Jerónimo Mihura, 1945) - Bambú (película)\|Bambú (José Luis Sáenz de Heredia, 1945) - Domingo de carnaval (Edgar Neville, 1945) - La próxima vez que vivamos (Enrique Gómez, 1946) - Los habitantes de la casa deshabitada (Gonzalo Delgrás, 1946) - Es peligroso asomarse al exterior (Alejandro Ulloa, Arthur Duarte, 1946) - Noche sin cielo (Ignacio F. Iquino, 1947) - La muralla feliz (Enrique Herreros, 1947) - La sirena negra (Carlos Serrano de Osma, 1947) - Embrujo (Carlos Serrano de Osma, 1947) - Hoy no pasamos lista (Raúl Alfonso, Rafael Alonso, 1948) - Pototo, Boliche y compañía (Ramón Barreiro, 1948) - Encrucijada (Pedro Lazaga, 1948) - La mies es mucha (José Luis Sáenz de Heredia, 1948) - Botón de ancla (Ramón Torrado, 1948) - Noventa minutos (Antonio del Amo, 1949) - Alas de juventud (Antonio del Amo, 1949) - Facultad de letras (Pío Ballesteros, 1950) - Tiempos felices (Enrique Gómez, 1950) - El último caballo (Edgar Neville, 1950) - La noche del sábado (Rafael Gil, 1950) - Balarrasa (José Antonio Nieves Conde, 1951) - La trinca del aire (Ramón Torrado, 1951) - El capitán Veneno (Luis Marquina, 1951) - Cincuenta años del Real Madrid (Rafael Gil, 1952) - El sistema Pelegrín (Ignacio F. Iquino, 1952) - Me quiero casar contigo (Jerónimo Mihura, 1952) - Los ojos dejan huellas (José Luis Sáenz de Heredia, 1952) - Vida en sombras (Lorenzo Llobet Gracia, 1952) - La conciencia acusa (Georg Wilhelm Pabst, 1953) - Esa pareja feliz (Juan Antonio Bardem, Luis García Berlanga, 1953) - Aeropuerto (Luis Lucia Mingarro, 1953) - Nadie lo sabrá (Ramón Torrado, 1953) - Manicomio (Fernando Fernán Gómez, Luis María Delgado, 1954) - Rebeldía (José Antonio Nieves Conde, 1954) - Morena Clara (Luis Lucia Mingarro, 1954) - La otra vida del capitán Contreras (Rafael Gil, 1955) - El guardián del paraíso (Arturo Ruiz Castillo, 1955) - Congreso en Sevilla (Antonio Román, 1955) - El mensaje (1955) - Lo scapolo (El soltero, Antonio Pietrangeli, 1955) - La gran mentira (Rafael Gil, 1956) - El fenómeno (José María Elorrieta, 1956) - El malvado Carabel (1956) - Viaje de novios (León Klimovsky, 1956) - El inquilino (José Antonio Nieves Conde, 1957) - Las muchachas de azul (Pedro Lazaga, 1957) - Faustina (José Luis Sáenz de Heredia, 1957) - Un marido de ida y vuelta (Luis Lucia Mingarro, 1957) - Los ángeles del volante (Ignacio F. Iquino, 1957) - La vida por delante (Fernando Fernán Gómez, José Luis de la Torre, 1958) - Ana dice sí (Pedro Lazaga, 1958) - La vida alrededor (1959) - Luna de verano (Pedro Lazaga, 1959) - Soledad (Mario Craveri, Enrico Gras, Félix Acaso, 1959) - Bombas para la paz (Antonio Román, 1959) - La ironía del dinero (Edgar Neville, Guy Lefranc, 1959) - Sólo para hombres (1960) - La vida privada de Fulano de Tal (José María Forn, 1960) - Crimen para recién casados (Pedro Luis Ramírez, 1960) - Les Trois etc. du Colonel (Los tres etc. del coronel, Claude Boissol, 1960) - La venganza de Don Mendo (1961) - Adiós, Mimí Pompón (Luis Marquina, 1961) - Fantasmas en la casa (Pedro Luis Ramírez, 1961) - ¿Dónde pongo este muerto? (Pedro Luis Ramírez, 1962) - Benigno, hermano mío (Arturo González hijo, 1963) - Rififí en la ciudad (Jesús Franco, 1963) - La becerrada (José María Forqué, 1963) - Un vampiro para dos (Pedro Lazaga, 1965) - El mundo sigue (1965) - Ninette y un señor de Murcia (1965) - La mujer de tu prójimo (Enrique Carreras, 1966) - Mayores con reparos (1966) - La vil seducción (José María Forqué, 1968) - ¿Por qué pecamos a los cuarenta? (Pedro Lazaga, 1969) - Las panteras se comen a los ricos (Ramón Fernández, 1969) | - Carola de día, Carola de noche (Jaime de Armiñán, 1969) - Un adulterio decente (Rafael Gil, 1969) - Estudio amueblado 2.P. (José María Forqué, 1969) - El triangulito (José María Forqué, 1970) - De profesión, sus labores (Javier Aguirre, 1970) - Crimen imperfecto (1970) - Pierna creciente, falda menguante (Javier Aguirre, 1970) - Cómo casarse en 7 días (1971) - Las Ibéricas F.C. (Pedro Masó, 1971) - Los gallos de la madrugada (José Luis Sáenz de Heredia, 1971) - Vera, un cuento cruel (Josefina Molina, 1973) - Don Quijote cabalga de nuevo (Roberto Gavaldón, 1973) - La leyenda del alcalde de Zalamea (Mario Camus, 1973) - Ana y los lobos (Carlos Saura, 1973) - El espíritu de la colmena (Víctor Erice, 1973) - Yo la vi primero (1974) - El amor del capitán Brando (Jaime de Armiñán, 1974) - Sensualidad (Germán Lorente, 1975) - Pim, pam, pum... ¡fuego! (Pedro Olea, 1975) - Yo soy Fulana de Tal (Pedro Lazaga, 1975) - Jó, papá (Jaime de Armiñán, 1975) - La querida (1976) - El anacoreta (Juan Estelrich, 1976) - Bruja, más que bruja (1976) - Gulliver (Alfonso Ungría, 1976) - Las cuatro novias de Augusto Pérez (José Jara, 1976) - Imposible para una solterona (Rafael Romero Marchent, 1976) - Reina Zanahoria (Gonzalo Suárez, 1977) - La ragazza dal pigiama giallo (La chica del pijama amarillo, Flavio Mogherini, 1977) - Más fina que las gallinas (Jesús Yagüe, 1977) - Parranda (Gonzalo Suárez, 1977) - Chely (Ramón Fernández, 1977) - Los restos del naufragio (Ricardo Franco, 1978) - Arriba Hazaña (José María Gutiérrez Santos, 1978) - Madrid al desnudo (Jacinto Molina, 1979) - Milagro en el circo (Alejandro Galindo, 1979) - Mamá cumple cien años (Carlos Saura, 1979) - Yo qué sé (Emma Cohen, 1980) - Maravillas (Manuel Gutiérrez Aragón, 1981) - 127 millones libres de impuestos (Pedro Masó, 1981) - Apaga... y vámonos (Antonio Hernández, 1982) - Copia cero (Eduardo Campoy, 1982) - Bésame, tonta (Fernando González de Canales, 1982) - Soldados de plomo (José Sacristán, 1983) - Interior roig (Interior rojo, Eugenio Anglada, 1983) - La colmena (Mario Camus, 1983) - Juana la loca... de vez en cuando (José Ramón Larraz, 1983) - Stico (Jaime de Armiñán, 1984) - Feroz (Manuel Gutiérrez Aragón, 1984) - Los Zancos (Carlos Saura, 1984) - La noche más hermosa (Manuel Gutiérrez Aragón, 1984) - De hombre a hombre (Ramón Fernández, 1985) - Luces de bohemia (Miguel Ángel Díez, 1985) - Réquiem por un campesino español (Francisco Betriú, 1985) - La corte de Faraón (José Luis García Sánchez, 1985) - Marbella, un golpe de cinco estrellas (Miguel Hermoso, 1985) - La mitad del cielo (Manuel Gutiérrez Aragón, 1986) - Pobre mariposa (Raúl de la Torre, 1986) - Mambrú se fue a la guerra (1986) - El viaje a ninguna parte (1986) - Delirios de amor (Antonio González Vigil, Luis Eduardo Aute, Cristina Andreu, Félix Rotaeta, 1986) - El gran Serafín (José María Ulloque, 1987) - Cara de acelga (José Sacristán, 1987) - Mi general (Jaime de Armiñán, 1987) - Moros y Cristianos (Luis García Berlanga, 1987) - Esquilache (Josefina Molina, 1987) - El mar y el tiempo (1989) - El río que nos lleva (Antonio del Real, 1989) - Fuera de juego (1991) - El rey pasmado (Imanol Uribe, 1991) - Marcellino (Marcelino, pan y vino, Luigi Comencini, 1991) - Chechu y familia (Álvaro Sáenz de Heredia, 1992) - Belle Époque (Fernando Trueba, 1992) - Cartas desde Huesca (Antonio Artero, 1993) - Así en el cielo como en la tierra (José Luis Cuerda, 1995) - Pintadas (Juan Estelrich junior, 1996) - Pesadilla para un rico (1996) - Tranvía a la Malvarrosa (José Luis García Sánchez, 1996) - La hermana (Juan José Porto, 1997) - El sueño de los héroes (Sergio Renán, 1997) - Pepe Guindo (Manuel Iborra, 1998) - El abuelo (José Luis Garci, 1998) - Todo sobre mi madre (Pedro Almodóvar, 1999) - Plenilunio (Imanol Uribe, 1999) - La lengua de las mariposas (José Luis Cuerda, 1999) - Voz (Javier Aguirre, 2000) - Visionarios (Manuel Gutiérrez Aragón, 2001) - El embrujo de Shanghai (Fernando Trueba, 2002) - En la ciudad sin límites (Antonio Hernández, 2002) - Bibliofrenia (Marcos Moreno, 2003) - ¡Hay motivo! (Various, 2004) – voz en el epílogo - Tiovivo c. 1950 (José Luis Garci, 2004) - Para que no me olvides (Patricia Ferreira, 2005) - Mia Sarah (Gustavo Ron, 2006) |

- Bibsys: 90524614
- Biblioteca Nacional de España: XX4578568
- Bibliothèque nationale de France: cb12004263v (data)
- Catàleg d'autoritats de noms i títols de Catalunya: 981058512671906706
- CiNii: DA07992482
- Gemeinsame Normdatei: 118860402
- International Standard Name Identifier: 0000 0001 2148 2166
- Library of Congress Control Number: n85084425
- Nationale Bibliotheek van Letland: 000340399
- MusicBrainz: f9bfde91-bdfb-4898-9786-0d0e3a830ea1
- Nationale Bibliotheek van Tsjechië: xx0160303
- Nationale bibliotheek van Australië: 40714002
- Nationale Bibliotheek van Israël: 987007333795405171
- Nederlandse Thesaurus van Auteursnamen: 071686363
- Réseau des bibliothèques de Suisse occidentale: 02-A005588626
- SNAC: w6dj62gf
- Système universitaire de documentation: 028151097
- Trove: 957545
- Virtual International Authority File: 113568068
- WorldCat: E39PBJbGTYVPH8Dpx4h4HgFHYP